# Котёлкин, Александр Иванович
Александр Иванович Котёлкин (род. 19 ноября 1954, Киев) — российский военный и государственный деятель, генерал-майор.

## Биография
Родился 19 ноября 1954 года в Киеве УССР.
В 1976 году окончил Киевское высшее военное авиационное инженерное училище. В 1976—1984 годах служил в Военно-воздушных силах начальником группы обслуживания учебного авиационного полка Черниговского высшего военного авиационного училища лётчиков, начальником инженерной службы ВВС Киевского военного округа. В 1987 году окончил Дипломатическую академию МИД СССР.
В 1988—1991 годах — сотрудник постоянного представительства СССР при ООН. В 1991—1993 годах — начальник направления отдела «В» Службы безопасности Президента РФ. С апреля 1993 года по ноябрь 1994 года — начальник Главного управления по военно-техническому сотрудничеству с зарубежными странами Министерства внешнеэкономического сотрудничества РФ. С ноября 1994 года по август 1997 года — генеральный директор Государственной компании по экспорту и импорту вооружений и военной техники «Росвооружение». С августа 1998 года по август 1999 года — первый заместитель Министра внешних экономических связей и сотрудничества РФ. С августа 1998 года по ноябрь 1999 года — первый заместитель руководителя департамента муниципального имущества правительства Москвы. С ноября 1999 года — советник генерального директора «Росвооружения».
Генерал-майор в отставке.
Женат, есть сын.

## Реакция в СМИ
Деятельность А. И. Котёлкина привлекала к себе внимание прессы. Большую известность получила в 1993 году публикация в «Комсомольской Правде», в которой описывался конфликт А. И. Котёлкина с вышестоящими властями, связанный с его отрицательным отношением к продаже оружия по демпинговым ценам. На посту руководителя «Росвооружения» он также критиковался некоторыми СМИ.
В конце 2000-х — начале 2010-х годов внимание привлёк к себе конфликт А. И. Котёлкина с Борисом Немцовым, сопровождавшийся взаимными судебными исками. Немцов требовал возврата крупной денежной суммы, а А. И. Котёлкин обвинял его в клевете и оскорблениях.